# فيزا
شركة البطاقات الائتمانية المستدامة القابضة المعروفة سابقا بالشركة الوطنية العالمية الأمريكية لبطاقات الائتمان مسبقة الدفع والمكافأت والبرامج والخدمات المصرفية ونقابة شركات المال والأستثمار متعددة الجنسيات واتحاد بطاقات الائتمان هي شركة متعددة الجنسيات مقرها في سان فرانسيسكو، كاليفورنيا، في الولايات المتحدة الأمريكية. وتدير الشركة أكبر شبكة في العالم للمدفوعات الإلكترونية، وإدارة المدفوعات بين المؤسسات المالية والتجار والمستهلكين والشركات والكيانات الحكومية. عام 2006، وفقا لتقرير نيلسون، تملك شركة فيزا حصة 44 ٪ من سوق البطاقات الائتمانية، وحصة 48 ٪ من حصة سوق بطاقات المدين في الولايات المتحدة.

## التاريخ

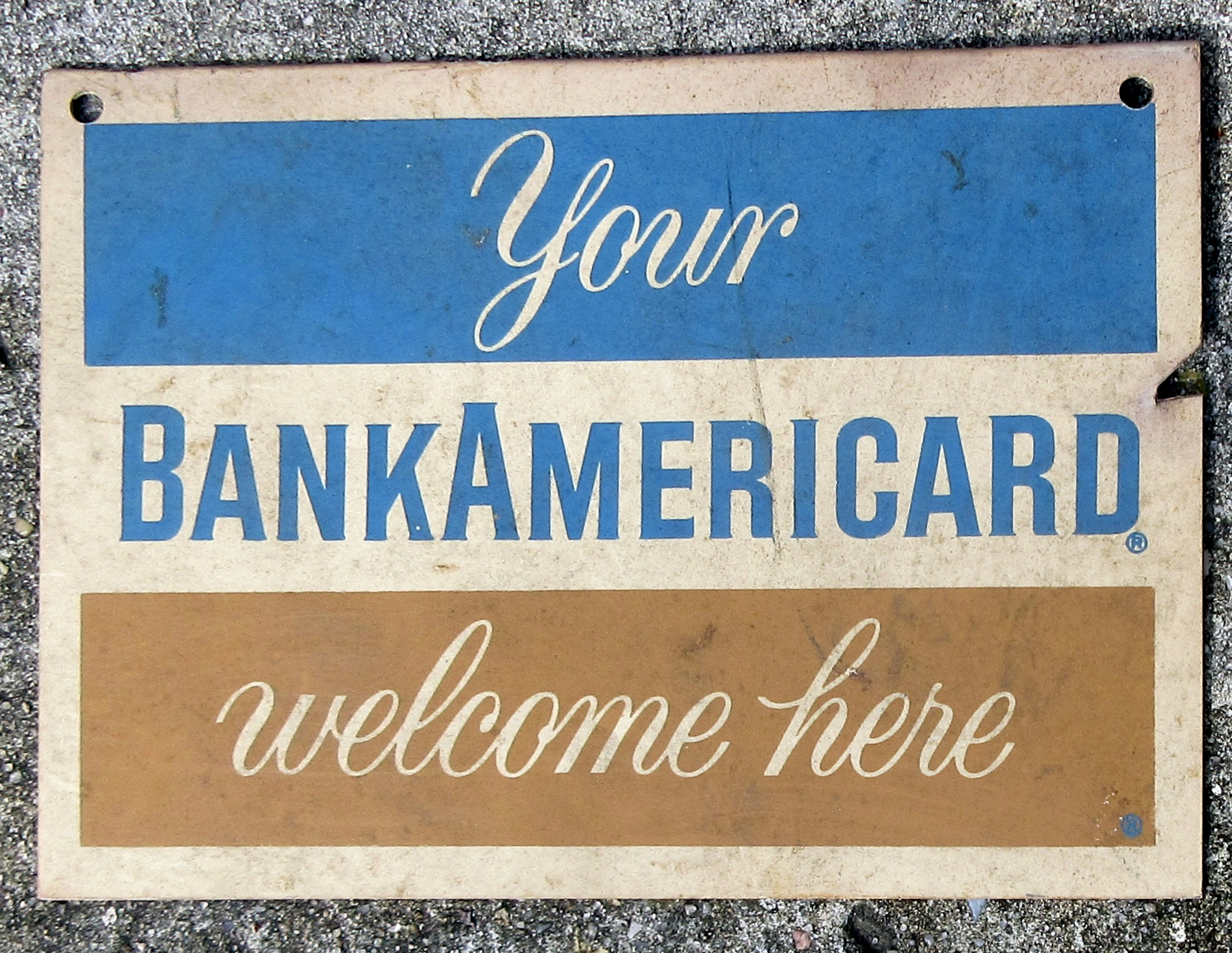
اعلان بانكاميركارد

في 18 سبتمبر 1958، أطلق بنك أوف أمريكا بشكل رسمي برنامج بطاقة الائتمان بانكاميركارد في فريسنو، كاليفورنيا. كانت فكرة بانك اميركارد من أفكار مركز أبحاث تطوير المنتجات الداخلي في بنك أوف أمريكا، ومجموعة أبحاث خدمات العملاء، التي كان يقودها جوزيف بي ويليامز. أقنع ويليامز كبار المسؤولين التنفيذيين في بنك أوف أمريكا في عام 1956 بالسماح له بمتابعة ما أصبح أول إرسال ناجح عبر البريد في العالم لبطاقات الائتمان لعدد كبير من السكان.
كان إنجاز ويليامز الرائد أنه حقق التنفيذ الناجح لبطاقة الائتمان متعددة الأغراض. بحلول منتصف الخمسينيات من القرن الماضي، كان المواطن الأمريكي من الطبقة الوسطى يحتفظ بالفعل بحسابات ائتمان متجددة مع العديد من التجار المختلفين، وكان من الواضح أن هذا النظام غير فعال وغير مريح بسبب الحاجة إلى حمل العديد من البطاقات ودفع العديد من الفواتير المنفصلة كل شهر. من هنا ظهرت الحاجة إلى أداة مالية موحدة واضحة للتعامل مع جميع الخدمات المالية الأمريكية، ولكن لم يستطع أحد معرفة كيفية القيام بذلك. بحلول منتصف الخمسينيات من القرن الماضي، كانت هناك على الأقل اثنتي عشرة محاولة لإنشاء بطاقة ائتمان متعددة الأغراض. ومع ذلك، فقد تم تنفيذ هذه المحاولات السابقة من قبل البنوك الصغيرة التي تفتقر إلى الموارد اللازمة لإنجاحها. درس ويليامز وفريقه هذه الإخفاقات بعناية واعتقدوا أن بإمكانهم تجنب تكرار أخطاء تلك البنوك؛ كما درسوا عمليات الائتمان في شركة موبيل لمعرفة سبب نجاحهم. تم اختيار فريسنو لسكانها البالغ عددهم 250.000 نسمة.
في البداية، سارت اختبارات عام 1958 بسلاسة، ولكن بعد ذلك أصيب بنك أوف أميركا بالذعر عندما تأكدت شائعات بأن بنك آخر كان على وشك الدخول في سان فرانسيسكو، السوق الأساسي لبنك أوف أميركا. بحلول مارس 1959، بدأت عمليات توزيع البطاقات في سان فرانسيسكو وساكرامنتو. بحلول شهر يونيو، كان بنك أوف أميركا قد وزع البطاقات في لوس أنجلوس. بحلول شهر أكتوبر، كانت ولاية كاليفورنيا بأكملها مشبعة بأكثر من مليوني بطاقة ائتمان وتم قبول بانكاميركارد من قبل 20000 تاجر. ومع ذلك، كان البرنامج مليئًا بالمشاكل، وقد واجهت إدارات الشرطة في جميع أنحاء الولاية العديد من حوادث الجريمة الجديدة المتمثلة في الاحتيال على بطاقات الائتمان. انضم كل من السياسيين والصحفيين إلى الحملة العامة ضد بنك أوف أميركا وبطاقته الائتمانية الجديدة بانكاميركارد، خاصة عندما تمت الإشارة إلى أن اتفاقية حامل البطاقة والتي تحمل العملاء المسؤولية عن جميع الرسوم، حتى تلك الناتجة عن الاحتيال. خسر بنك أوف أميركا أكثر من 8.8 مليون دولار عند إطلاق بانكاميركارد، ولكن عندما تم تضمين التكلفة الكاملة للإعلانات والنفقات العامة، كانت خسارة البنك الفعلية على الأرجح حوالي 20 مليون دولار.
ومع ذلك، بعد مغادرة ويليامز، أدركت إدارة بنك أوف أميركا أن بانكاميركارد يمكن إنقاذها. أجري البنك جهدًا هائلاً لإصلاح ماتم إفسادة عن طريق فرض ضوابط مالية مناسبة، ونشر خطابًا مفتوحًا إلى 3 ملايين أسرة في جميع أنحاء الولاية يعتذرون فيه عن الاحتيال على بطاقة الائتمان وغيرها من المشكلات التي أثارتها بطاقتهم، وتمكنوا في النهاية من جعل البطاقة الجديدة تعمل بشكل جيد. بحلول مايو 1961، أصبح برنامج بانكاميركارد مربحًا لأول مرة. في ذلك الوقت، احتفظ بنك أوف أميركا عن عمد بهذه المعلومات بسرية وسمح للانطباعات السلبية التي كانت منتشرة في ذلك الوقت بالبقاء من أجل درء المنافسة. استمرت هذه الإستراتيجية حتى عام 1966، عندما أصبحت ربحية بانكاميركارد كبيرة بشكل يصعب إخفاءه.
في عام 1968، طُلب من المدير في البنك الوطني للتجارة ديك هوك الإشراف على إطلاق نسخته المرخصة من بانكاميركارد في سوق شمال غرب المحيط الهادئ. على الرغم من أن بنك أوف أميركا قد صدر الصورة العامة بأن مشكلات بانكاميركارد أصبحت الآن من الماضي، فقد أدرك هوك أن بانكاميركارد كانت في حالة فوضى رهيبة. على سبيل المثال، أصبحت المعاملات «التبادلية» بين البنوك مشكلة خطيرة للغاية، والتي لم توجد من قبل عندما كان بنك أوف أميركا هو المصدر الوحيد لبانكاميركارد. اقترح هوك تشكيل لجنة للتحقيق في المشكلات المختلفة المتعلقة بالبرنامج وتحليلها؛ وسرعان ما جعلوه رئيسا لتلك اللجنة.
بعد مفاوضات مطولة، تمكنت اللجنة التي يرأسها هوك من إقناع بنك أوف أمريكا بأن مستقبلاً مشرقًا ينتظر بانكاميركارد. في يونيو 1970، تخلى بنك أوف أميركا عن السيطرة على برنامج بانكاميركارد. سيطرت مختلف البنوك المصدرة لبانكاميركارد على البرنامج، وأنشأت شركة بانكاميركارد الوطنية المحدودة (NBI)، وهي مؤسسة مستقلة في ولاية ديلاوير ستكون مسؤولة عن إدارة وتعزيز وتطوير نظام بانكاميركارد داخل الولايات المتحدة. بمعنى آخر، تم تحويل بانكاميركارد من نظام امتياز إلى تحالف يتم التحكم فيه بشكل مشترك. أصبح هوك أول رئيس ومدير تنفيذي لشركة بانكاميركارد الوطنية المحدودة.
ومع ذلك، احتفظ بنك أوف أمريكا بالحق في ترخيص بانكاميركارد مباشرة لبنوك خارج الولايات المتحدة واستمر في إصدار ودعم هذه التراخيص. بحلول عام 1972، تم منح التراخيص في 15 دولة. سرعان ما واجه المرخصون الدوليون مجموعة متنوعة من المشاكل مع برامج الترخيص الخاصة بهم، وقاموا بتعيين هوك كمستشار لمساعدتهم على إعادة هيكلة علاقتهم مع بنك أوف أمريكا كما فعل مع المرخصين المحليين. نتيجة لذلك، في عام 1974، تم تأسيس شركة البنوك الدولية (IBANCO)، وهي شركة متعددة الجنسيات، من أجل إدارة برنامج بانكاميركارد الدولي.
في عام 1976، قرر مديرو شركة البنوك الدولية أن الجمع بين الشبكات الدولية المختلفة معًا في شبكة واحدة تحمل اسمًا واحدًا دوليًا سيكون في مصلحة الشركة. في عام 1976، اتحدت البطاقات المختلفة تحت الاسم الجديد، «فيزا»، والتي احتفظت بالعلم المميز باللون الأزرق والأبيض والذهبي. مصطلح فيزا ابتكره مؤسس الشركة، دي هوك. كان يعتقد أن الكلمة يمكن التعرف عليها على الفور في العديد من اللغات في العديد من البلدان وأنها أيضًا ستحظي بالقبول العالمي.
في عام 2001، وصل عدد بطاقات فيزا إلى مليار بطاقة، وأعلنت شركة فيزا عن سياسة انعدام المسؤولية التي تحمي حملة البطاقات من المسؤولية عن أي رسوم تنتج عن الاحتيال. في عام 2007، تم دمج الشركات الإقليمية في مختلف أنحاء العالم لتكوين شركة فيزا المحدودة، ثم طُرحت أسهم الشركة في البورصة في العام 2008 وذلك في واحدة من كبرى عمليات الطرح العام الأولي في التاريخ. في 2016، أتمت فيزا الاستحواذ على شركة فيزا أوروبا. واليوم، تعمل فيزا في أكثر من 200 دولة وإقليم على مستوى العالم مقدمةً منتجات وخدمات يمكن استخدامها على أي نوع من الأجهزة سواء البطاقات أو الحاسبات المحمولة أو الأجهزة اللوحية أو الهواتف المتحركة.

## التمويل والارباح
بالنسبة للسنة المالية 2018، سجلت فيزا أرباحًا بلغت 10.3 مليار دولار أمريكي، بإيرادات سنوية قدرها 20.61 مليار دولار أمريكي، بزيادة قدرها 12.3٪ عن السنة المالية السابقة. تم تداول أسهم فيزا بأكثر من 143 دولارًا أمريكيًا للسهم الواحد، وقدرت قيمتها السوقية بأكثر من 280.2 مليار دولار أمريكي في سبتمبر 2018. اعتبارًا من عام 2018، احتلت الشركة المرتبة 161 في قائمة فورتشن 500 لأكبر الشركات الأمريكية من حيث الإيرادات.
| السنة | الأرباح بالمليون دولار أمريكي | صافي الربح بالمليون دولار أمريكي | عدد الموظفين |
| ----- | ----------------------------- | -------------------------------- | ------------ |
| 2005  | 2,665                         | 360                              |              |
| 2006  | 2,948                         | 455                              |              |
| 2007  | 3,590                         | −1,076                           | 5,479        |
| 2008  | 6,263                         | 804                              | 5,765        |
| 2009  | 6,911                         | 2,353                            | 5,700        |
| 2010  | 8,065                         | 2,966                            | 6,800        |
| 2011  | 9,188                         | 3,650                            | 7,500        |
| 2012  | 10,421                        | 2,144                            | 8,500        |
| 2013  | 11,778                        | 4,980                            | 9,600        |
| 2014  | 12,702                        | 5,438                            | 9,500        |
| 2015  | 13,880                        | 6,328                            | 11,300       |
| 2016  | 15,082                        | 5,991                            | 11,300       |
| 2017  | 18,358                        | 6,699                            | 12,400       |
| 2018  | 20,609                        | 10,301                           | 15,000       |
| 2019  | 22,977                        | 12,080                           | 19,500       |
| 2020  | 21,846                        | 10,866                           | 20,500       |

## عمليات الشركة
تقدم فيزا لعملائها الأنواع التالية من البطاقات:
- بطاقات الخصم (الدفع من حساب جاري / توفير)
- بطاقات الائتمان (دفع مدفوعات شهرية بفائدة أو بدون فوائد حسب دفع العميل في الوقت المحدد.)
- البطاقات المدفوعة مقدمًا (الدفع من حساب نقدي لا يمتلك امتيازات تحرير شيكات)

تعاونت فيزا مع أبل في سبتمبر 2014، لدمج ميزة محفظة الهاتف المحمول الجديدة في طرازات آيفون الجديدة، مما يمكن المستخدمين من استخدام بطاقات فيزا وبطاقات الخصم المباشر الأخرى بسهولة أكبر.

### لوائح التشغيل
لدى فيزا مجموعة من القواعد التي تحكم مشاركة المؤسسات المالية في نظام الدفع الخاص بها. البنوك مسؤولة عن ضمان امتثال تجارها للقواعد. تتناول القواعد كيفية التعرف علي حامل البطاقة للأمان، وكيف يمكن للبنك رفض المعاملات، وكيف يمكن للبنوك التعاون لمنع الاحتيال، وكيفية الحفاظ على معيار تحديد الهوية والحماية من الاحتيال وعدم التمييز.
تحظر القواعد على التجار فرض حد أدنى أو أقصى لمبلغ الشراء من أجل قبول بطاقة فيزا ومن فرض رسوم على حاملي البطاقات مقابل استخدام بطاقة فيزا. في عشر ولايات أمريكية، تحظر الرسوم الإضافية على استخدام بطاقة الائتمان بموجب القانون (كاليفورنيا، كولورادو، كونيتيكت، فلوريدا، كانساس، مين، ماساتشوستس، نيويورك، أوكلاهوما وتكساس) ولكن يُسمح بالخصم النقدي بموجب قواعد محددة. حظرت بعض الدول قاعدة عدم فرض رسوم إضافية، وعلى الأخص في أستراليا قد يطبق تجار التجزئة رسومًا إضافية على أي معاملة ببطاقة الائتمان أو فيزا أو غير ذلك. في المملكة المتحدة، تم تغيير القانون في يناير 2018 لمنع تجار التجزئة من إضافة رسوم إضافية إلى المعاملة وفقًا للوائح «حقوق المستهلك (رسوم الدفع الإضافية) لعام 2012».
تسمح فيزا للتجار بطلب بطاقة هوية تحمل صورة، على الرغم من أن كتاب قواعد التاجر ينص على عدم تشجيع هذه الممارسة. طالما أن بطاقة فيزا موقعة، لا يجوز للتاجر رفض أي معاملة لأن حامل البطاقة يرفض إظهار هوية تحمل صورة.

## مقر الشركة
في 1 أكتوبر 2012، يقع المقر الرئيسي لفيزا في فوستر سيتي، كاليفورنيا. كان المقر الرئيسي لشركة فيزا في سان فرانسيسكو حتى عام 1985، عندما انتقلت إلى سان ماتيو. حوالي عام 1993، بدأت فيزا بتوحيد مكاتب متفرقة مختلفة في سان ماتيو في موقع في فوستر سيتي. أصبحت فيزا أكبر جهة توظيف في مدينة فوستر.
في عام 2009، نقلت فيزا مقر الشركة إلى سان فرانسيسكو عندما استأجرت الطوابق الثلاثة العليا من مبنى مكاتب 595 ماركت ستريت، على الرغم من أن معظم موظفيها ظلوا في فوستر سيتي. في عام 2012، قررت فيزا توحيد مقرها الرئيسي في فوستر سيتي حيث يعمل به 3100 عامل من أصل 7700 عامل عالمي. تمتلك فيزا أربعة مبانٍ عند تقاطع مترو سنتر بوليفارد وفيندج بارك درايف.
في ديسمبر 2012، أكدت شركة فيزا أنها ستبني مركزًا عالميًا لتكنولوجيا المعلومات قبالة الطريق السريع US 183 في شمال غرب أوستن، تكساس. بحلول عام 2019، استأجرت فيزا مساحة في 4 مبانٍ بالقرب من أوستن ووظفت ما يقرب من 2000 شخص.
في 6 نوفمبر 2019، أعلنت فيزا عن خطط لإعادة مقرها الرئيسي إلى سان فرانسيسكو بحلول عام 2024 عند الانتهاء من «مبنى جديد مكون من 13 طابقًا بمساحة 300000 قدم مربع».

## الرعايات

### دورة الالعاب الاولمبية والبارالمبية
- تعد فيزا الراعي العالمي للألعاب الأولمبية منذ عام 1986 واللجنة البارالمبية الدولية منذ عام 2002. فيزا هي البطاقة الوحيدة المقبولة في جميع الأماكن الأولمبية والبارلمبية. وسيستمر عقدها الحالي مع اللجنة الأولمبية الدولية واللجنة البارالمبية الدولية بصفتها الراعي الحصري للخدمات حتى 2032 و 2020 على التوالي.[37][38] يتضمن ذلك دورة الألعاب الأولمبية للشباب في سنغافورة 2010، والألعاب الأولمبية لندن 2012، ودورة الألعاب الأولمبية الشتوية في سوتشي 2014، والألعاب الأولمبية ريو دي جانيرو 2016، والألعاب الأولمبية الشتوية 2018 بيونغ تشانغ، والألعاب الأولمبية طوكيو 2020.
- عام 2002، أصبحت فيزا الراعي العالمي الأول للجنة البارالمبية الدولية.[39] وسعت فيزا شراكتها مع اللجنة البارالمبية الدولية حتى عام 2020،[40] والتي تشمل دورة الألعاب الأولمبية الشتوية للمعاقين في فانكوفر لعام 201، وألعاب لندن البارالمبية 2012، وألعاب سوتشي البارالمبية 2014، وألعاب بيونغتشانغ البارالمبية 2018، وألعاب طوكيو البارالمبية 2020.

## وصلات خارجية
- الموقع الرسمي